# Gulalai Ismail
Gulalai Ismail, född 1986 är en pashtunsk människorättsaktivist från provinsen Khyber Pakhtunkhwa i Pakistan.
Ismail föddes i distriktet Swabi och växte upp i Peshawar. Hon är dotter till läraren och människorättsaktivisten Muhammad Ismail.
Vid 16-årsåldern startade Ismail Aware girls tillsammans med sin syster Saba. Genom organisationen erbjöd systrarna Ismail utbildning för att skapa medvetenhet om kvinnors rättigheter.
2017 tilldelades Ismail Anna Politkovskaya Award.
2019 krävde Ismail att soldater i pakistanska armén skulle ställas till svars för övergrepp riktade mot pashtunska kvinnor, vilket ledde till åtal mot henne själv.
Ismail flydde till USA och har 2020 sökt asyl i landet.